# Pièrides

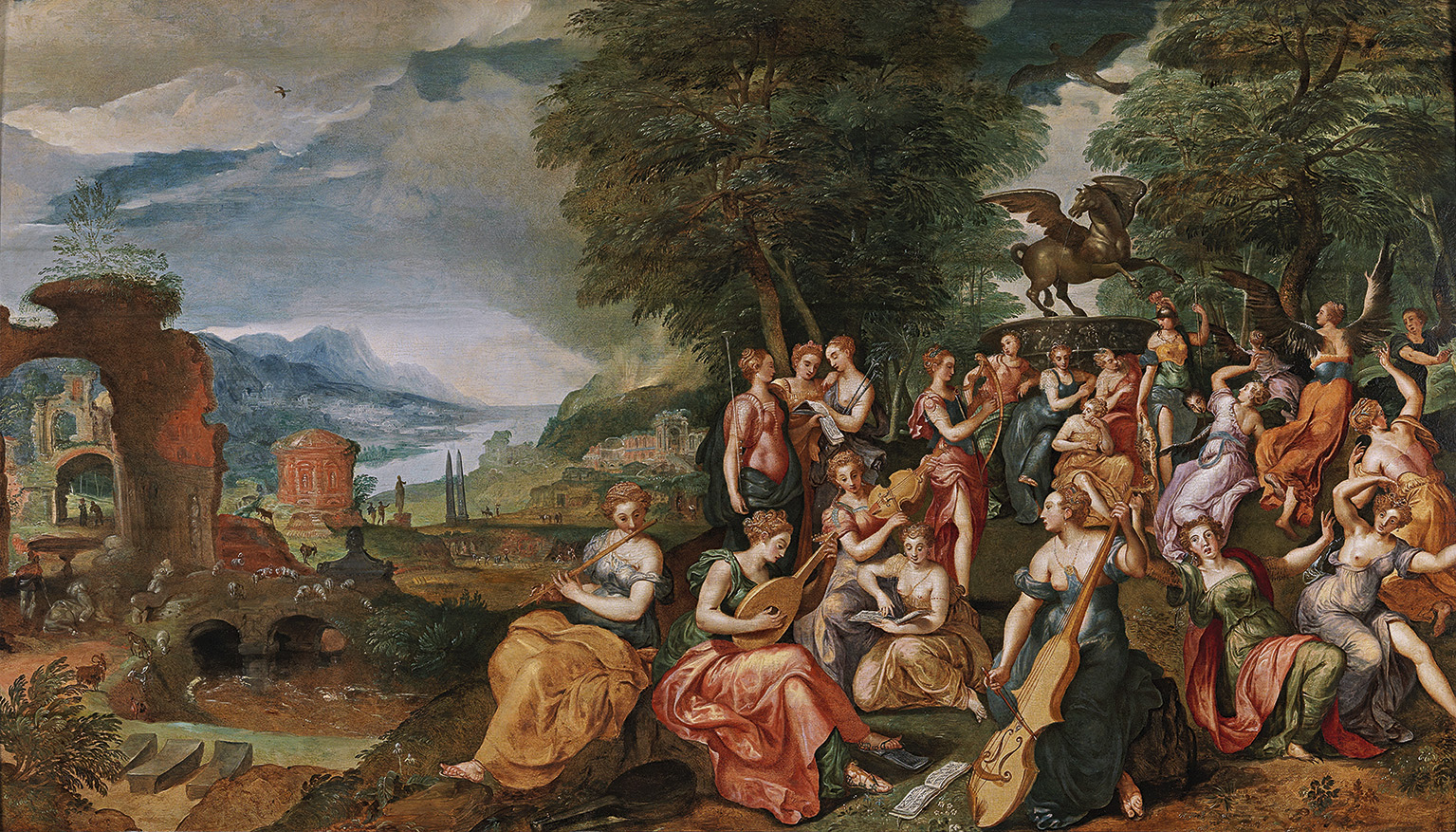
La contesa entre les Muses i les Pièrides per Maerten de Vos.

Les Pièrides (en grec antic Πιερίδες), eren les filles de Píer, fill de Macèdon. Píer havia introduït el culte a les Muses a Macedònia.
En una tradició, les Pièrides són nou joves que van voler rivalitzar amb les Muses. Molt hàbils en el cant, van anar a l'Helicó, la muntanya de les Muses, i van entaular un concurs de cant amb elles, però van ser vençudes. Les Muses com a càstig les van transformar en ocells, segons Ovidi en garses, i segons Nicandre en aus diverses. Nicandre ens ha conservat els noms de les nou Pièrides: Colímbada, Inix, Cencris, Cissa, Cloris, Acalantis, Nessa, Pipo i Dracontis.
Pausànias també diu que les Pièrides tenien els mateixos noms que les Muses, fins al punt que els fills atribuïts a les Muses (com ara Orfeu), eren en realitat fills de les Pièrides, i que les deesses s'havien conservat sempre verges.
En literatura clàssica, Pièrides és un epítet generalment aplicat a les Muses, sobretot entre els poetes llatins.
Antoní Liberal dona a aquestes noies el nom d'Emàtides, perquè explica que tota la història passa a Emàtia, un districte de Macedònia.